# Sinagoga (Cap Verd)
Sinagoga (crioll capverdià Rbera do Kruz) és una vila al nord-est de l'illa de Santo Antão a l'arxipèlag de Cap Verd. Està situada a 4 km a l'est de Ribeira Grande i a 18 kilòmetres al nord de Porto Novo. El seu nom fa referència a un assentament jueu del segle xviii.
Sinagoga és connectada amb la carretera a Ribeira Grande i Pombas i des de 2009 Porto Novo via Pombas. El seu equip de futbol és el Clube Desportivo Sinagoga.